# Sacy, Yonne
Sacy är en kommun i departementet Yonne i regionen Bourgogne-Franche-Comté i norra Frankrike. Kommunen ligger i kantonen Vermenton som tillhör arrondissementet Auxerre. År 2018 hade Sacy 169 invånare.

## Befolkningsutveckling
Antalet invånare i kommunen Sacy
| Referens: INSEE |